# Catagonus wagneri
Il tagua o pecari del Chaco (Catagonus wagneri Wetzel, 1975) è un mammifero della famiglia dei Tayassuidae, diffusa in Sudamerica. L'unica specie del genere Catagonus, è la specie di pecari di maggiori dimensioni.

## Tassonomia
Il sottordine Suiformi dell'ordine Artiodattili comprende due famiglie: Suidi (del Vecchio Mondo) e Taiassuidi (del Nuovo Mondo). Fino a una trentina di anni fa si riteneva che quest'ultima, che si differenzia da quella dei maiali per i canini più piccoli e diretti verso il basso e per quattro dita invece di due nei piedi posteriori, comprendesse solo due specie: il pecari dal collare (Pecari tajacu) e il pecari labiato (Tayassu pecari). Ralph Wetzel, recatosi nel Chaco paraguayano nel 1974 per studiare gli armadilli, scoprì invece che gli indiani e i cacciatori conoscevano una terza specie di pecari, nota come tagua o pecari del Chaco (Catagonus wagneri), addirittura ricercata per la qualità delle sue carni e intensamente cacciata, era ritenuta estinta da 20.000 anni!

## Descrizione
A prima vista il pecari del Chaco, a parte le maggiori dimensioni, rassomiglia al pecari dal collare, ma a una più attenta osservazione si scopre che ha tre dita nei piedi posteriori, invece di due. Altre differenze nello scheletro l'hanno addirittura fatto assegnare a un genere diverso (Catagonus).

## Distribuzione
Ulteriori ricerche, a cura dei Musei di Storia Naturale di New York e di Pittsburgh, nel Gran Chaco boliviano nel 1979 e in quello argentino nel 1980, hanno accertato che il tagua esiste anche in questi paesi, ma vi è ancora più raro che in Paraguay.

## Biologia
Si è scoperto che vive in piccoli gruppi di 5-6 animali, predilige la foresta cespugliosa e si nutre di cacti e semi di leguminose.

## Conservazione
La sua consistenza è sconosciuta, ma si sa che è minacciato dalla caccia e dalla distruzione dell'habitat per creare nuovi pascoli. Nel Red Data Book la specie è classificata «in pericolo», appendice I CITES. In Paraguay, dove è protetto dalla legge, il pecari del Chaco si trova anche nei due parchi nazionali Defensores del Chaco e Taniento Enciso. Non sembra sia protetto in Argentina e Bolivia. Nel 1983, l'unico esemplare in cattività si trovava nello zoo paraguayano di Asunciòn, dove è stato studiato da Kent Bernischke dello zoo di San Diego e Dennis Meritt dello zoo di Chicago Lincoln Park.